# Polenz (Adelsgeschlecht)

Wappen derer von Polentz

Polenz, auch Polentz, ist der Name eines alten meißnischen Adelsgeschlechts mit gleichnamigem Stammhaus in Polenz bei Meißen (Sachsen).

## Geschichte
In einer am 24. Juli 1180 in Meißen ausgestellten Urkunde des Bischofs Martin von Meißen wird Cristianus de Polenzke als vorletzter Zeuge genannt. 1198 wird Gottschalk von Polenz als Zeuge auf dem Landding in Collm erwähnt. Ein Ramvolfus de Polenzke bezeugte 1216 einen Gerichtsentscheid zwischen dem Markgrafen von Meißen und der Stadt Leipzig. 1283 bezeugte der Ritter Vriczolt genannt von Polenzch (auch Fritzcolt de Palencz) am 12. Juli den Verkauf des Dorfes Ganzig an das Kloster Altzelle. Mit ihm beginnt die sichere Stammreihe des Geschlechts.  Neben Polenz und Polentz gab es im Laufe der Geschichte die Schreibweisen Pohlenz, Polenczk, Polenske, Palenzch und Polenczigk.

## Besitze
Die Polen(t)z hatten Besitzungen in der Mark Meißen, in der Lausitz und in Ostpreußen. Frühe Besitze waren Nassau, Polenz, Deila, Porschnitz und Gröbern.
1422 Mai 8, Pressburg, Kaiser Sigismund belehnt die Brüder Hans, Ulrich u. Franz v. Polenz mit den Dörfern Böhmisch Zlatnik u. Pahlet. 1441 wurde ein Polenz als Besitzer von Altdöbern genannt. 
Insgesamt gab es Besitzungen in Lintz, Gärtitz, Obercunewalde, Neustädtel, Beesdau im heutigen Sachsen, sowie Langenau, Progen, Allenburg, Schönberg, Rosenberg und Bellschwitz in Ostpreußen. Zumeist waren dies Lehen der Markgrafen oder auch der Burggrafen von Meißen und von Leisnig. Auch Schloss Zottewitz bei Meißen war einige Generationen in der Hand der Familie.

## Wappen
Das Wappen zeigt in Blau einen mit rotem Balken belegten silbernen Flügel. Auf dem Helm mit rechts rot- und links blau-silbernen Decken ein rot-blau bekleideter Mannesrumpf mit silbernem Kragen und einer oben mit drei Pfauenfedern besteckten roten Kappe.

## Persönlichkeiten
- Hans von Polenz (um 1385–1437), Landvogt der Nieder- und Oberlausitz
- Nickel von Polenz († nach 1447), Landvogt der Niederlausitz, Neffe von Hans
- Jacob von Polentzki († 1475), Vogt von Schievelbein und Landvogt der Neumark, möglicherweise Sohn von Hans[5]
- Fritzsche von Polentz, um 1478 bis 1490 Amtmann[6] von Döbeln
- Christian Ernst von Polenz (1681–1752), sächsischer Generalleutnant
- Christoph von Polenz († 1497), Landvogt der Neumark, Sohn von Jacob
- Georg von Polentz (~1478–1550), Bischof von Samland und Pomesanien
- Hans Albrecht von Polenz (1692–1760), preußischer Oberst
- Samuel von Polentz (1698–1746), preußischer Generalmajor
- Georg Friedrich August von Polenz (1741–1815), sächsischer Generalleutnant
- Eduard von Polenz (1792–1863), sächsischer Beamter
  - Maximilian von Polenz (1837–1907), Beamter und Mitglied des Deutschen Reichstags
- Julius von Polenz, sächsischer Kammerherr und Klostervogt von Marienthal, Gutsbesitzer in Cunewalde, Rechtsritter[7] des Johanniterordens
  - Wilhelm von Polenz (1861–1903), deutscher Schriftsteller
    - Erich von Polenz (1895–1991), Dr. jur., auf Ober-Cunewalde[8]
      - Peter von Polenz (1928–2011), deutscher Sprachwissenschaftler

### Sekundärliteratur
- Maria Emanuel Herzog zu Sachsen: Mäzenatentum in Sachsen, Verlag Weidlich, Frankfurt am Main 1968. Erläuterungen und Erwähnungen der Familie von Polenz, S. 23, 39, 48. DNB 457999241
- Stadt und Land Schievelbein seit Wiedergelangung an die Mark Brandenburg. In: Allgemeines Archiv für die Geschichtskunde des Preußischen Staates, Band 15, Berlin / Posen / Bromberg 1834, S. 289–317.